# Campionat del món de ciclisme en pista de 1924
El Campionat Mundial de Ciclisme en Pista de 1924 es va celebrar a París (França) del 3 al 10 d'agost de 1924.
Les competicions es van celebrar al Parc dels Prínceps de París. En total es va competir en 3 disciplines, 2 de professionals i 1 d'amateurs.

## Resultats

### Professional
| Prova                | Or                            | Argent                    | Bronze                       |
| Velocitat individual | Piet Moeskops · Països Baixos | Ernest Kauffmann · Suïssa | Maurice Schilles · França    |
| Darrere moto         | Victor Linart · Bèlgica       | Georges Sérès · França    | Leopoldo Torricelli · Itàlia |

### Amateur
| Prova                | Or                      | Argent                   | Bronze                       |
| Velocitat individual | Lucien Michard · França | Lucien Faucheux · França | Henry E. Fuller · Regne Unit |

## Medaller
| Pos. | País          | Or | Plata | Bronze | Total |
| 1    | França        | 1  | 2     | 1      | 4     |
| 2    | Bèlgica       | 1  | 0     | 0      | 1     |
| -    | Països Baixos | 1  | 0     | 0      | 1     |
| 4    | Suïssa        | 0  | 1     | 0      | 1     |
| 5    | Regne Unit    | 0  | 0     | 1      | 1     |
| -    | Itàlia        | 0  | 0     | 1      | 1     |